# Alessia D'Ancona
Alessia D'Ancona (Portoferraio, 29 ottobre 1987) è una calciatrice, allenatrice di calcio ed ex giocatrice di calcio a 5 italiana, centrocampista offensivo dell'Atletico Oristano.

## Carriera

### Club
Alessia D'Ancona si avvicina al calcio già in giovanissima età tesserandosi per la Capoliverese, società con sede a Capoliveri, nell'Isola d'Elba, comune della provincia di Livorno dove risiede con la famiglia, inserita nella formazione mista dei Pulcini, per poi vestire la maglia dell'Elba 2000 dal 1995. Passata alla categoria Esordienti, riesce a mettersi in luce nei due anni successivi siglando 19 reti nella prima stagione e 18 in quella seguente. Dai 12 anni, passata ai Giovanissimi, è ancora tra i protagonisti del campionato, segnando 9 reti, attirando su di sé le attenzioni degli osservatori delle società di calcio femminile.
Nell'estate 2000 accetta la proposta fattale dalla dirigenza della Livornina per giocare nella loro formazione interamente composta di ragazze e iscritta al campionato di Serie D. Le 11 reti segnate in campionato le valgono la convocazione nella squadra che rappresenta la Toscana al Torneo delle Regioni. Di seguito veste la maglia del Lucca 7, dove segna 13 reti nella stagione 2002-2003, campionato al termine del quale decide di affrontare una nuova avventura sportiva nel calcio a 5 femminile.
Nel 2003 sottoscrive un accordo con la società polisportiva Elba 97, con sede a Portoferraio, per giocare nella sua formazione di calcio a 5, e dove D'Ancona mette a frutto le sue doti di bomber siglando 78 reti nelle tre stagioni dove veste la maglia della compagine isolana.
Nel 2006 ritorna a giocare nel calcio a 11 accettando la proposta del Salivoli Calcio Femminile con il quale, grazie alle 36 reti realizzate, assicura un'agevole salvezza nel campionato di Serie C regionale.
Durante l'estate 2006 coglie l'occasione offertale dall'Agliana, blasonata società dell'omonima cittadina del pistoiese per giocare in Serie A, massimo livello del campionato italiano di categoria, nell'entrante stagione 2006-2007. Inserita nel reparto di centrocampo dal tecnico Alberto Ghimenti, contribuisce a far raggiungere all'Agliana 24 punti e la nona posizione in classifica che valgono la salvezza, tuttavia sopraggiunti problemi economici costringono la società a non iscrivere la squadra per la stagione successiva, lasciando svincolate D'Ancona e le sue compagne.
Il calciomercato estivo 2007 la vede oggetto delle attenzioni del Torino che le offre l'opportunità di rimanere in Serie A anche per la stagione 2007-2008, tuttavia il sodalizio resiste solo fino al successivo calciomercato invernale dove la società la svincola assieme alla compagna Grazia Cancelliere. D'Ancona lascia quindi la società con sole due presenze in campionato.
Nell'estate 2008 trova un accordo con la Juventus per giocare in Serie B, a quel tempo terzo livello nella struttura del campionato italiano, iscritta nel Girone A della stagione 2008-2009. D'Ancona, grazie anche le sue 4 reti realizzate su 20 incontri disputati, contribuisce a far raggiungere alla squadra la 7ª posizione e la salvezza.
Durante il calciomercato estivo 2009 viene contattata dalla dirigenza della Lazio, neo promossa in Serie A, la quale le offre un posto da titolare per la stagione entrante. Veste la maglia biancoceleste per due stagioni, impiegata in 15 occasioni su 22 partite nella prima, dove sigla 2 reti, e 19 volte su 26 incontri la seconda. Riesce in entrambe a contribuire alla salvezza della squadra, più sofferta nella stagione 2010-2011, lasciando la Lazio al termine di quest'ultima.
Disputa tre stagioni consecutive con il Luserna con cui conquista una promozione in Serie A e disputa una stagione in massima serie. Nel settembre 2016 lascia il Luserna e trova un accordo con l'Atletico Oristano tornando a giocare in Serie B.

## Palmarès
- Campionato italiano di Serie B: 1

Luserna: 2014-2015